# Pestepidemie in Milaan rond 1630
De pestepidemie van Milaan woedde van 1629 tot 1631 met een hoogtepunt in 1630. De pest woedde in heel Noord-Italië tot in Midden-Italië en kostte misschien aan in totaal twee miljoen mensen het leven. In de getroffen regio's stierf meer dan 25% van de bevolking maar de epidemie wordt uitdrukkelijk aan Milaan gekoppeld door de roman I promessi sposi van Alessandro Manzoni uit 1842, die zich deels afspeelt tijdens de pestepidemie in Lombardije en Milaan.

## Uitbraak

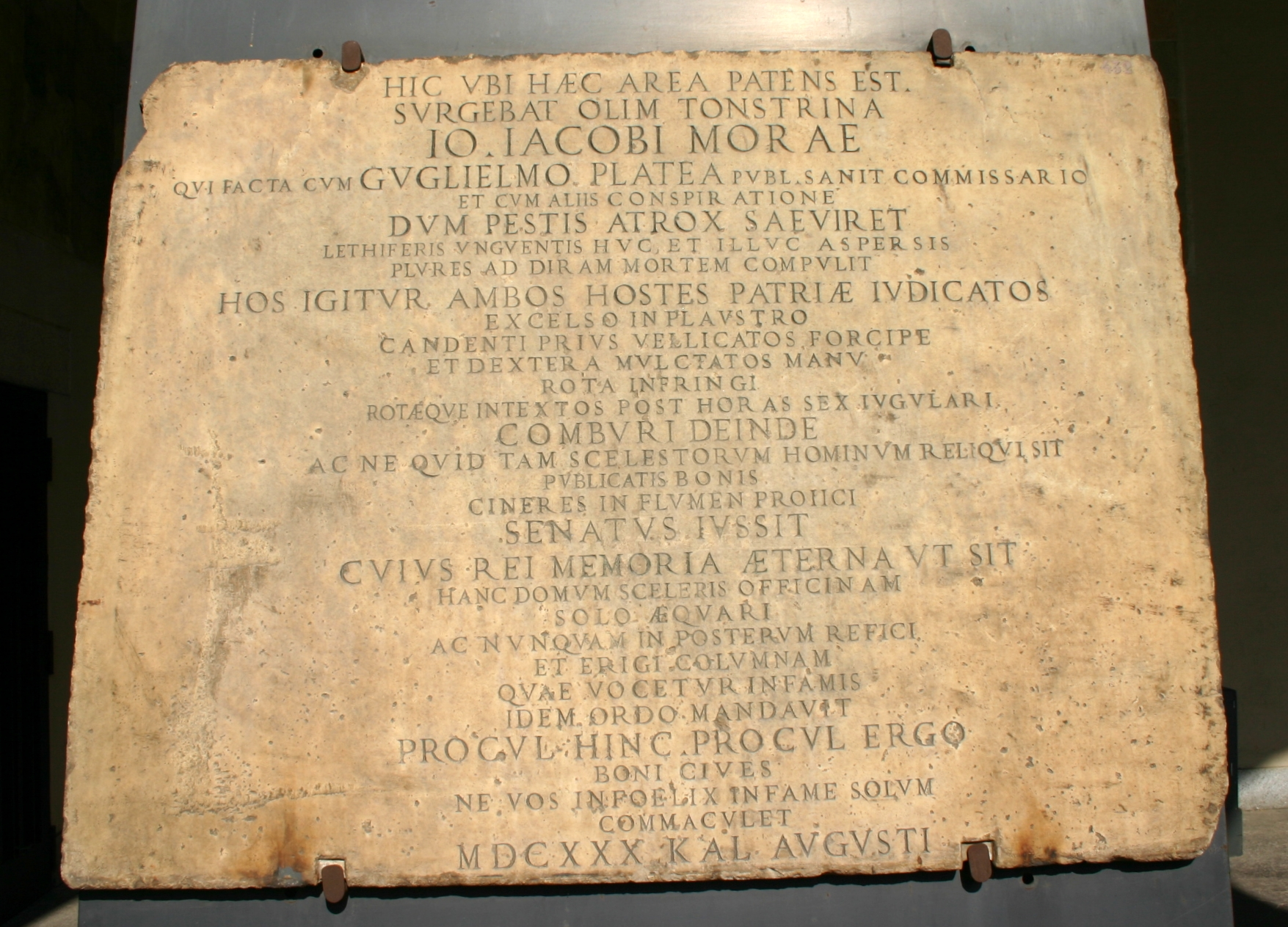
Gebeeldhouwde tekst ter herinnering aan Gian Giacomo Mora, geëxecuteerd in 1630 en beroemd geworden door Storia della colonna infame van Alessandro Manzoni. De steen was oorspronkelijk bevestigd aan het huis van Mora en werd later overgeplaatst naar het Castello sforzesco.

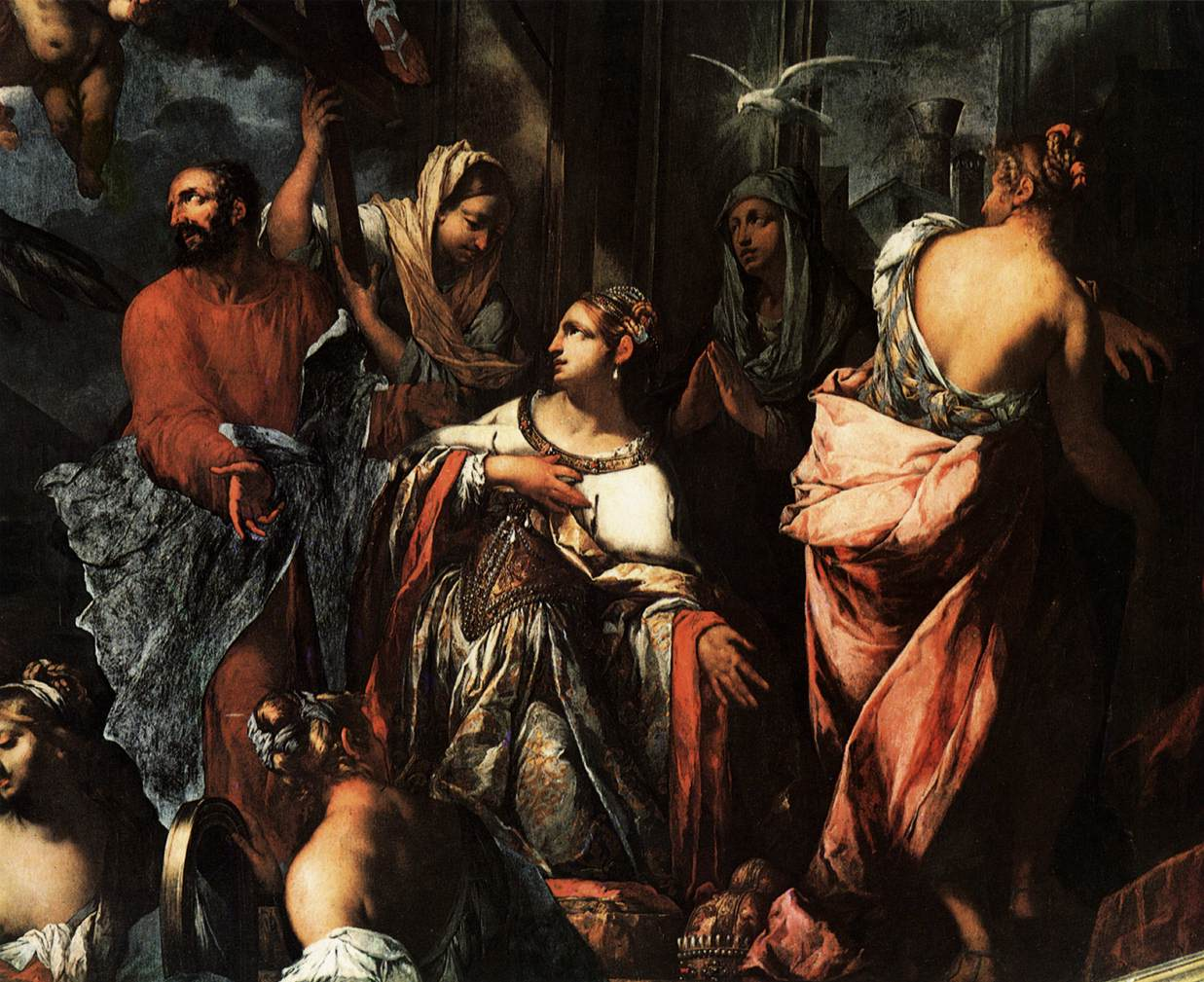
O-L-Vrouw redt Venetië van de pest van 1630 (Pietro Negri, rond 1673)

De pest was al van 1628 aanwezig in de Zwitserse en Oostenrijkse landen. Mogelijk raakte hij verspreid in de Povlakte door troepenbewegingen. Op dat moment werd in West- en Midden-Europa de Dertigjarige Oorlog uitgevochten en voerde het keizerlijke leger een beleg uit van de stad Mantua. Er was dus veel verkeer van landsknechten, ook van en naar de Italiaanse staten.

### Milaan
Er wordt verteld dat de pest in de herfst van 1629 Milaan werd binnengebracht in de wijk San Babila door een terugkerende Milanese soldaat. De gezondheidsdienst van Milaan en artsen als Ludovico Settala luidden de alarmklok, maar de Spaanse gouverneur van Milaan Gonzalo Fernández de Córdoba werd verweten dat hij niet snel genoeg was met het nemen van maatregelen. Er kwam een verbod om handel te drijven met buitenlandse soldaten en reizigers moesten een attest kunnen tonen dat ze ziektevrij waren voor ze de stad binnen mochten. De pest brak echt door in maart 1630, mogelijk na het carnaval. Milaan had een redelijk ziekenhuisaanbod voor de normen van die tijd en het klooster van San Carlo werd ingericht als lazaret. Maar de stad werd tegen de zomer van 1630 overmand door de vele zieken en doden. De doden konden niet meer afgevoerd worden zodat er in augustus duizenden rottende lijken in de straten lagen.
Ondertussen werd er vruchteloos opgetreden tegen zogenaamde verspreiders van de pest. Zo werd de chirurgijn Gian Giacomo Mora gearresteerd omdat veel van zijn patiënten ziek waren gevallen. Mogelijk waren ze besmet in de toeloop om bij Mora een medicijn tegen de ziekte te kopen. Mora werd wekenlang gemarteld tot hij een bekentenis aflegde en werd daarna gevierendeeld.
In de lente en zomer van 1631 brak de ziekte weer in alle hevigheid door. Tegen de herfst van 1631 nam de pest in hevigheid af en in november verklaarde de stedelijke overheid de epidemie als beëindigd. Er waren in de stad 64.000 doden gevallen (46% van de bevolking). Dat is veel meer dan de naar schatting 17.000 à 25.000 doden bij de laatste grote pestuitbraak in 1575-1577.

### Venetië
De pest brak in 1630 door in Venetië, ook door rondtrekkende soldaten. De epidemie woedde er in 1630 en 1631 en kostte aan zo'n 60.000 mensen het leven (33% van de bevolking). De economische en politieke neergang van Venetië wordt gedeeltelijk geweten aan deze epidemie.

### Ferrara
De stad Ferrara nam doeltreffende maatregelen en kon de epidemie grotendeels buiten de muren houden. Alle stadspoorten behalve twee werden gesloten en enkel reizigers met een gezondheidsattest werden binnengelaten. Twee lazaretten werden ingericht buiten de stadswallen. De straten werden vrij gehouden van afval en alle loslopende dieren (katten, honden, kippen) werden gedood. Kleding en huisraad van geïnfecteerde personen werden verbrand. Ook deden allerlei zogezegde medicijnen en remedies de ronde. De Spaanse arts Pedro Castagno, schreef een traktaat “Reggimento contra la peste” waarin hij zijn behandeling tegen de pest beschreef.

### Andere streken
In Bologna in de Pauselijke Staten stierven ongeveer 15.000 burgers aan de pest. In Piacenza stierf 44% van de bevolking en in Genua 49%. Ook Modena, Verona (61% van de bevolking stief) en Parma werden zwaar getroffen. In sommige streken stierf tot 60% van de bevolking. De uitbraak ging niet verder dan Toscane. Florence kende uitbraken in de jaren 1630 tot 1633.  Er werden ziekenhuizen ingericht in de stad die tot 10.000 patiënten behandelden. Maar het zuiden van Toscane bleef grotendeels gespaard. De pest woedde ook in Tirol en het westen van Oostenrijk.

## Conclusie
In Italië waren er meer uitbraken van de pest in de 16e eeuw, maar de 17e-eeuwse uitbraken rond 1630 en van 1656-1657 waren bij verre de hevigste, met hogere mortaliteitspercentages. Tijdens deze eeuw zou 30 tot 35% van de Noord-Italiaanse bevolking en 30 tot 43% van de Zuid-Italiaanse (Napels) overlijden aan de pest. Dat is meer dan ergens anders in Europa. Dit zorgde voor een opmerkelijke demografische terugval in Italië. Het noorden van Italië had 50 tot 60 jaar nodig om qua bevolkingsaantal te herstellen van de epidemie van 1630. Opmerkelijk was dat de pest tijdens deze epidemie even hevig toesloeg in de rurale gemeenschappen als in de steden. Deze twee grote pestepidemieën ondermijnden ook verder de economische toestand van de Italiaanse staten.